# Meloe vlasovi
Meloe vlasovi is een keversoort uit de familie van oliekevers (Meloidae). De wetenschappelijke naam van de soort is voor het eerst geldig gepubliceerd in 1937 door Semenov & Arnoldi.